# Кайлъка
„Кайлъка“ е парк, който се намира на юг от центъра на град Плевен. Скътан е сред хубава каменна долина, покрай двата бряга на река Тученица. Наречен е с турското име Кайлък, което е превод на по-старото българско име Каменец или Каменна долина. В началото на парка се намират развалините на късно античната крепост Сторгозия.

## География
Кайлъка е майсторски моделиран от природата. Разположен е на около 10 хил. дка в карстовата долина на река Тученица. Столетия наред реката е прорязала варовиковите скали и е образувала малък пролом с успоредни отвесни канари, високи 20 – 30 метра една от друга на разстояние 100 – 150 метра. Естественият каньон на реката е приютил богата и разнообразна флора и фауна, където се срещат уникални за България и Балканския полуостров растения, а много от птиците и бозайниците са включени в червената книга на България. Там са живели праисторически животни и създания преди милиони години, а в повечето варовикови скални маси все още се забелязват фосили на древни водни организми. Забележим е спадът на световния океан през хилядолетията като оформени етажи по скалите и множеството пещери. Дървесните видове са много разнообразни. В централната част на парка растат рядко срещаните в България хималайски борове, по-навътре е засадена малка горичка с вечно зелен ливански кедър, а от двете страни на централната алея растат огромни кестени.

## История
По инициатива на генерал Иван Винаров през 1946 година се създава строителен комитет „Кайлъка“, който в продължение на три десетилетия, както и с помощта на много доброволен труд на гражданите на Плевен и младежки организации, превръща живописната каменна долина на река Тученица в красив парк – място за отдих и спорт на жителите и гостите на града.
През 1958 г. назначават младия и ентусиазиран лесовъд Борис Парижков за технически ръководител в плевенското Горско стопанство с главната задача озеленяването на парк Кайлъка, за да стане паркът зона за отдих и почивка и да се превърне в белите дробове на Плевен. За целта е била необходимата подготовка – да се подготвят и засадят 2 милиона фиданки, които да се посадят в парка, да бъдат едноразмерни, добре оформени и всичко да става бързо. Върху площ от 120 декара се оформя дендрариум, в който са засадени всички дървесни видове от района, както и нови 20 вида растения. През периода 1963 – 1964 г. се назначават 300 души постоянни работници, с осигурена техническа помощ, включват се и много доброволци за засаждането на черен и бял бор, кедър, ела, лиственица, смърч, а по скалистите места – люляк. „Най-важното е красотата, която блика тук, влажността на въздуха, прекъсната ерозия, обогатената почва“ – споделя Парижков.
По време на Руско-турската освободителна война Плевен е център на важна стратегическа позиция. Трите щурма на генерал Скобелев са неуспешни и тогава руското командване изпраща генерал Тотлебен. Той заповядва да се прегради реката, така градът остава без вода и турската армия е принудена да напусне, отправяйки се към София. Мястото на тази преграда, наречена Тотлебенов вал е оформила два големи язовира, където преди време е имало и пригодена плажна ивица и заведения за хранене. Там се издига величествен паметник на генерал Тотлебен, в цял ръст, изработен от скулптора Ангел Спасов. Освен за красота и развлечения, двата язовира са се ползвали преди време за гребна база, но и да спират буйните потоци вода по време на поройни дъждове.

## Забележителности
Паркът предлага уникално съчетаващи се възможности за разходка, отдих и развлечения. Отвесните скали, високи над 40 – 50 метра са прекрасни за практикуване на скално катерене. Има изкуствени езера и язовири, хотели, барове, кафенета, ресторанти, дискотеки, детски площадки, два басейна, тенис кортове, зоопарк, големи пространства тревни площи, водни лилии, пръснати по реката, парашутна кула, спортни площадки. Тук е първият в страната скален ресторант „Пещерата“, а до него е летният театър, открит от първия в света космонавт Юрий Гагарин при неговото посещение в града, както и единственият по рода си в България Музей на виното.